# えりはる
えりはるは、女優の高瀬英璃と本多はるによるユニット。
山根和馬プロデュース。
TikTokアカウントにより知名度が向上する。
現在はYouTubeやInstagramなどのSNSにも進出している。日常生活をネタとした作品が多くあり、演技力と惹き込まれる雰囲気に魅了される。